# Fontaine Crozatier
La fontaine Crozatier est un monument situé dans la ville du Puy-en-Velay dans le département de la Haute-Loire.
La fontaine (cad. non cadastré, domaine public) est inscrite au titre des monuments historiques par arrêté du 20 mars 2006.

## Histoire
La fontaine Crozatier fut  édifiée en 1859 grâce à un legs de Charles Crozatier qui en confia la conception au sculpteur Astyanax Scaevola Bosio.

## Description

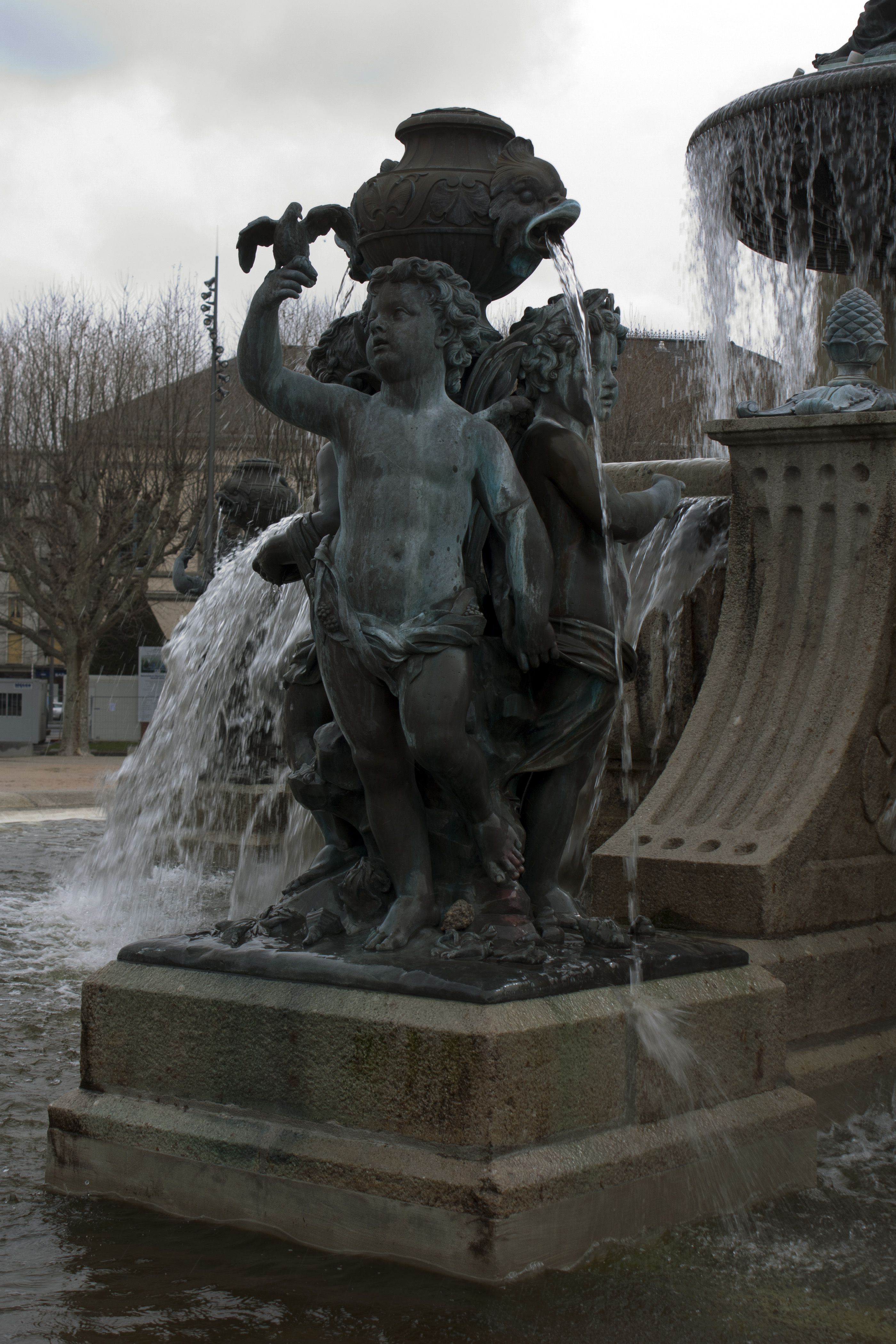

Fontaine monumentale par ses dimensions et par sa statuaire et ses jeux d'eaux.
Au sommet se tient debout une femme revêtue à l'antique allégorie de la ville du Puy, dont elle évoque les fortifications par sa couronne et dont elle présente les insignes par son sceptre surmonté d'un aigle et par son bouclier armorié.
Au-dessous, quatre personnages assis figurent les principaux cours d'eau de la Haute-Loire, la Loire, l'Allier, la Borne et le Dolaizon.
Dans le bassin inférieur sont disposés quatre groupes d'enfants jouant moulés par Charles Crozatier sur les originaux créés vers 1685 pour les bassins des jardins de Versailles.